# 船橋競馬場
船橋競馬場（日语：船橋競馬場）是位於日本千葉縣船橋市的競馬場。此競馬場由千葉縣競馬組合管理，可容納30,000名觀衆。目前和埼玉縣埼玉市南區的浦和競馬場、神奈川縣川崎市川崎區的川崎競馬場及東京都品川區的大井競馬場共同組成南關東公營競馬，並納入南關東分級賽系統之中。

## 歷史
1928年，於千葉縣柏市建立柏競馬場，為船橋競馬場的前身及千葉地方賽馬的開始。
1950年8月21日，位於現在地的船橋競馬場正式開幕，同時千葉地方賽馬的業務逐漸由柏競馬場轉移至船橋競馬場。
1952年，柏競馬場關閉，所有賽馬業務由船橋競馬場承接。
1953年11月27日，日本電視台開始轉播船橋競馬場的賽事，為首次有電視台轉播地方賽馬之賽事。
2006年3月14日，因場內廣播系統等設備故障，全日所有賽事取消。
2011年，受到2011年日本東北地方太平洋近海地震影響，競馬場地面出現龜裂及土壤液化，為確保所有人士之安全，決定暫停取消數個賽馬日。
2013年，競馬場內部設置太陽能發電設施。
2015年6月15日，開始舉行夜馬。
2019年3月27日，千葉縣競馬組合決定投放100億日圓資金對競馬場內部進行翻新，包括全面改建看台、全面翻新跑道、於競馬場東京灣一側設置出入口及設置馬匹互動區域。

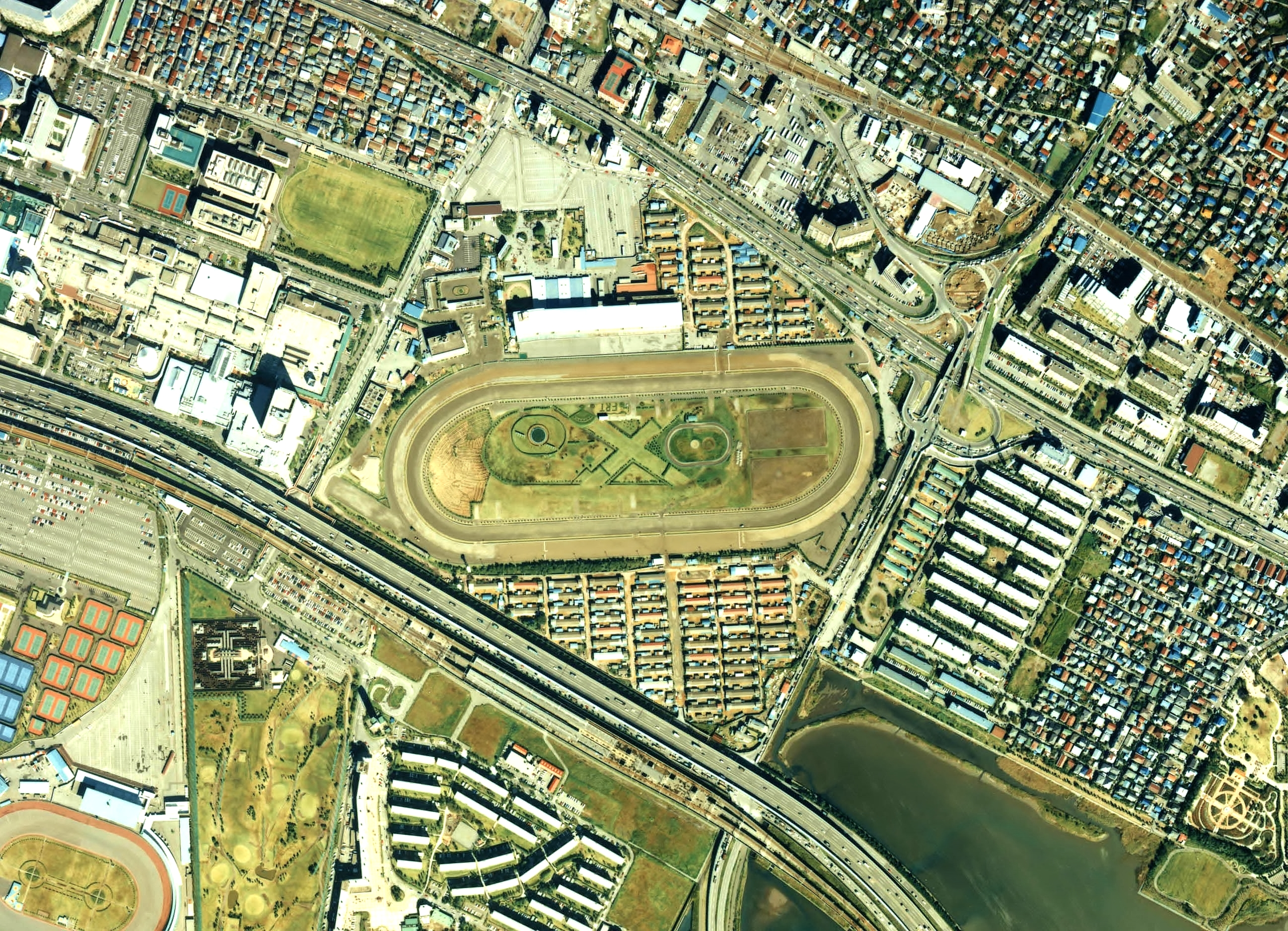
船橋競馬場鳥瞰圖，攝於1989年

2022年2月14日，新看台A棟完工。

## 跑道
泥地跑道全長1400米（外彎）或1250米（內彎），闊度25米（外彎）或20米（內彎），直路308米。

### 賽事距離
泥地內彎：1400米
泥地外彎：1000米、1200米、1500米、1600米、1700米、1800米、2000米、2200米、2400米

### 賽道記錄

#### 泥地
| 距離   | 時間   | 馬匹              | 性齡 | 負重 | 騎師     | 練馬師       | 紀錄創造日 | 賽事級別 | 賽事名稱      |
| ------ | ------ | ----------------- | ---- | ---- | -------- | ------------ | ---------- | -------- | ------------- |
| 1000米 | 0:57.5 | Sparrow Beat      | 雄3  | 53   | 戶崎圭太 | 高月賢一     | 11/12/2008 |          | 東京體育盃    |
| 1200米 | 1:11.5 | Scarlett Opera    | 雄5  | 55   | 桑島孝春 | 椎名廣明     | 22/7/2008  |          | C2級選拔      |
| 1400米 | 1:27.7 | Small Pegasus     | 雄3  | 54   | 尾形秋德 | 佐藤勇       | 21/4/1985  |          | 紀錄缺失      |
| 1500米 | 1:32.2 | Daiju Boy         | 雄3  | 55   | 松代真   | 小檜山悦雄   | 20/7/1979  |          | 紀錄缺失      |
| 1600米 | 1:35.4 | Abukuma Poro      | 雄6  | 57   | 石崎隆之 | 出川克巳     | 27/5/1998  | 地方GIII | 柏市紀念      |
| 1700米 | 1:43.3 | Mark Sheet        | 雄4  | 50   | 松代真   | 小檜山悦雄   | 1/8/1982   |          | 紀錄缺失      |
| 1800米 | 1:47.8 | Bonneville Record | 雄6  | 58   | 的場文男 | 堀井雅廣     | 23/9/2008  | JpnII    | 日本電視盃    |
| 2000米 | 2:02.9 | Hiryu Shinzan     | 雄4  | 51   | 橘真樹   | 長谷川蓮太郎 | 15/9/1982  |          | 紀錄缺失      |
| 2200米 | 2:22.5 | Hiruno Basel      | 雄5  | 57   | 澤田龍哉 | 坂本昇       | 2/12/2021  |          | 康乃馨220錦標 |
| 2400米 | 2:29.6 | 桂冠河            | 雄6  | 55   | 松永幹夫 | 山本正司     | 26/3/2003  | 地方GII  | 大尾光紀念    |

## 交通
京成電鐵船橋競馬場站徒步5分鐘，東日本旅客鐵道南船橋站徒步10分鐘。
在賽事舉行期間，亦會有免費接駁巴士來往競馬場和東日本旅客鐵道南船橋站。

## 主要賽事

### 日本一級賽
柏市紀念（かしわ記念），泥地1600米，4歲或以上。

#### 由各競馬場輪流舉辦之賽事
日本育馬場盃經典賽（JBCクラシック），泥地1800米3歲或以上，2010年舉辦。
日本育馬場盃短途賽（JBCスプリント），泥地1000泥，3歲或以上，2010年舉辦。

### 日本二級賽
大尾光紀念（ダイオライト記念），泥地2400米，4歲或以上。
日本電視盃（日本テレビ盃），泥地1800米，3歲或以上。

### 日本三級賽
青鳥盃（ブルーバードカップ）泥地1800米，3歲。
海洋盃（マリーンカップ），泥地1800米，3歲雌馬。
女皇賞（クイーン賞），泥地1800米，4歲或以上雌馬。

### 南關東二級賽
平和賞（平和賞），泥地1600米，2歲地方所屬馬。
東京灣盃（東京湾カップ），泥地1700米，3歲南關東所屬馬。
習志野閃耀短途錦標（習志野きらっとスプリント），泥地1000米，3歲或以上地方所屬馬，
京成盃盛大一哩錦標（京成盃グランドマイラーズ），泥地1600米，4歲或以上南關東所屬馬。

### 南關東三級賽事
若潮短途錦標（若潮スプリント），泥地1200米，3歲南關東所屬馬。
船橋紀念（船場記念），泥地1000米，4歲或以上南關東所屬馬。
報知大獎盃（報知グランプリカップ），泥地1800米，4歲或以上南關東所屬馬，
Furioso傳奇盃（フリオーソレジェンドカップ），泥地1800米，4歲或以上南關東所屬馬。

#### 由各競馬場輪流舉辦之賽事
東日本未來之星錦標（ネクストスター東日本），3歲地方所屬馬，計劃去辦但未知年份。

## 外部連結
- 维基共享资源上的相關多媒體資源：船橋競馬場
- 千葉縣競馬組合 （页面存档备份，存于）

35°41′4.9″N 139°59′48.9″E / 35.684694°N 139.996917°E